# Geometry Dash Meltdown
Geometry Dash Meltdown è un videogioco a piattaforme e musicale sviluppato e pubblicato da RobTop Games il 16 dicembre 2015. Si tratta della prima versione spin-off del videogioco Geometry Dash appartenente alla stessa serie.

## Modalità di gioco
Anche su questa versione di Geometry Dash è consentito l'utilizzo del touchscreen e la tastiera con mouse. Il gioco è stato pubblicato con la seguente versione 1.0 con soundtrack F-777 ma non è geometrico. È inoltre disponibile solo la possibilità di trasferire determinati dati sbloccabili alla versione completa tramite gli account utente.

## Livelli
I livelli del gioco sono solo 3 attuali della prima versione 1.0 e sono i seguenti:
- Livello 1: The Seven Seas
- Livello 2: Viking Arena
- Livello 3: Airborne Robots

Robert Topala infatti ha dichiarato che ci sarebbero stati cinque livelli nuovi in Geometry Dash Meltdown, solo perché quando è stato chiesto su TouchArcade se i livelli di Meltdown sarebbero stati aggiunti al gioco ufficiale durante il caricamento dei dati di salvataggio, Topala ha risposto: Forse in futuro, ma per ora puoi giocarci solo in Meltdown. Ma sarai in grado di trasferire icone ecc.